# Berthold Roithner
Berthold Roithner (* 10. September 1897 in Hörsching; † 4. November 1967 in Hautzendorf) war ein österreichischer Politiker (SPÖ) und Bauarbeiter. Er war von 1953 bis 1962 Abgeordneter zum Nationalrat.
Roithner besuchte nach der Volksschule gewerkschaftliche Fortbildungskurse und erlernte den Beruf des Gerüsters. Er arbeitet als Bauarbeiter und war politisch als Vizebürgermeister von Unterpremstätten aktiv. Er wirkte innerparteilich zudem als Mitglied des Lokalausschusses der SPÖ Unterpremstätten, war Fraktionsobmann der SPÖ in der Gebietskrankenkasse Steiermark und Mitglied der  Landesexekutive Steiermark des Österreichischen Gewerkschaftsbundes. Des Weiteren vertrat er die SPÖ vom 18. März 1953 bis zum 14. Dezember 1962 im Nationalrat.